# محمود أفشار
محمود أفشار اليزدي (1893 - 19 ديسمبر 1983) عالم سياسي، صحفي، محام، كاتب وشاعر إيراني.

## حياته
هو محمود بن محمد صادق اليزدي، ولد في يزد عام 1893 أو 1895. ذهب إلى الهند في الثالثة عشرة من عمره وأكمل تعليمه الابتدائي لمدة ثلاث سنوات في مومباي.  سافر إلى أوروبا عام 1912 و أخذ دكتوراه العلوم السياسية من جامعة لوزان. كتب المقالات في العديد من الصحف الفارسية. رجع إيران في حوالي 1921 واشتغل بالتدريس وعمل قاضيا في المحكمة الجنائية العليا. أصدر مجلة مستقبل (بالفارسية:آیَنده) ونشره لمدة سنتين. في 1933 عين قاضيا في المحكمة العليا ثم مستشارا. تحول إلى الأدب والشعر. انتقل في عديد من المناصب حتى تقاعد في مارس 1959. قام بأفعال الخير وأسس مؤسسة الوقف. توفي يوم 19 ديسمبر 1983 بطهران.

## آثاره
- الرحلة (سفرنامه)
- ديوان أشعاره
- أفغان نامه
- السياسة الأوروبية في إيران
- الخطاب الأدبي